# Geißbockbrunnen (Lambrecht)
Der Geißbockbrunnen, mundartlich Gäsbockbrunne genannt, ist ein Bauwerk in Lambrecht (Pfalz). 

## Lage
Er befindet sich in Lambrecht an der Hauptstraße auf dem Herzog-Otto-Platz.

## Geschichte
Theo Rörig stellte das Bauwerk 2000 auf. Es stellt eine Reminiszenz an die Geißbockversteigerung dar. Zwischen Deidesheim und Lambrecht gab es diesbezüglich immer wieder Streitigkeiten; 1808 ratifizierte Napoleon Bonaparte einen Vergleich zwischen beiden Städten. Auch in Deidesheim gibt es einen gleichnamigen Brunnen. Der Geißbockbrunnen wird zur Osterzeit traditionell festlich geschmückt.

## Beschreibung
Für den Laufbrunnen wurde gemauerter Pflasterstein verwendet. Der Ziegenbock ist aus Bronze. Dahinter sind Eisenplatten senkrecht angebracht mit den Umrissen eines Mannes und einer Frau, wohl dem Brautpaar. 